# Atletismo nos Jogos Paralímpicos de Verão de 2016 – 100 m feminino T38
A disputa de 100 m feminino T38 do atletismo nos Jogos Paralímpicos de Verão de 2016 ocorreu no segundo dia de jogos, 9 de setembro, no Estádio do Maracanã. A britânica Sophie Hahn foi a medalhista de ouro com o tempo de 12s62.

## Resultado
| Ranking | Atleta            | País             | Tempo | Notas               |
| ------- | ----------------- | ---------------- | ----- | ------------------- |
| 1       | Sophie Hahn       | GBR Grã-Bretanha | 12.62 | Recorde paralímpico |
| 2       | Verônica Hipólito | BRA Brasil       | 12.88 |                     |
| 3       | Kadeena Cox       | GBR Grã-Bretanha | 13.01 |                     |
| 4       | Chen Junfei       | CHN China        | 13.06 |                     |
| 5       | Lindy Ave         | GER Alemanha     | 13.20 |                     |
| 6       | Ella Azura Pardy  | AUS Austrália    | 13.22 |                     |
| 7       | Olivia Breen      | GBR Grã-Bretanha | 13.41 |                     |
| 8       | Jennifer Santos   | BRA Brasil       | 13.61 |                     |

Legenda
| Recorde mundial      | Recorde mundial (World record)               |                       | Recorde africano                      | Recorde africano (African) |                                           | Q | Classificado por posição (Qualified) |
| Recorde paralímpico  | Recorde paralímpico (Paralympic record)      | Recorde da América    | Recorde da América (Americas)         | q                          | Classificado por melhor tempo (Qualified) |   |                                      |
| Melhor marca do ano  | Melhor marca do ano (World leading)          | Recorde asiático      | Recorde asiático (Asian)              | DNS                        | Não largou (Did not start)                |   |                                      |
| Recorde nacional     | Recorde nacional (National record)           | Recorde europeu       | Recorde europeu (European)            | DNF                        | Não terminou (Did not finish)             |   |                                      |
| Recorde pessoal      | Recorde pessoal do atleta (Personal best)    | Recorde da Oceania    | Recorde da Oceania (Oceania)          | DSQ / DQ                   | Desclassificado (Disqualified)            |   |                                      |
| Recorde da temporada | Recorde da temporada do atleta (Season best) | Recorde sul-americano | Recorde sul-americano (South America) | NM                         | Sem marca (No mark)                       |   |                                      |